# Zoë Castillo
Zoë Castillo egy kitalált szereplő a Dreamfall: The Longest Journey című számítógépes játékból. A játékban Zoë a Dreamfall központi szereplője, egyike a három irányítható karakternek. Zoë a történetet kómában fekve, narratívan meséli el. Zoë Ellie Conrad Leigh hangján szólal meg.

## Háttér
Zoë  múltjáról keveset tudunk. 2199-ben született, tízéves volt mikor az összeomlás bekövetkezett (2209). Édesanyja elhunyt mikor négyéves volt, édesapja egy szüntelenül utazgató férfi, Gabriel. Zoë  Londonban járt általános iskolába, és noha bejárta az egész világot, brit akcentusa megmaradt egész életére. Zoë  Wonkerst édesapjától kapta, hogy némileg enyhítse a lány fájdalmát édesanyja elvesztése miatt. Zoë  Camp Cityben járt egyetemre, hogy apjához hasonlóan Biogépészetből lediplomázzon, de hat hónap múlva kidobták az egyetemről, és fiújával, Reza Temizzel is ekkor szakított, majd hazaköltözött. Zoë  ürességet érzett, és nem találta helyét a világban. Zoë  – habár gazdag családban született – saját bevallása szerint nem csinált semmi érdemlegeset, és nem is akar mást csinálni edzéseken, kávézásokon és hosszú zuhanyzásokon kívül. Eseménytelen életéből Faith zökkentette ki, mikor a képernyőn amit nézett, felbukkant a lány azzal a kéréssel, hogy találja meg April Ryant.

## Dreamfall
|  | Alább a cselekmény részletei következnek! |

Zoë találkozott Rezával, aki szívességet kért tőle. Zoë azonban Helena Chang kiszabadítása után rájön, hogy Reza valami szörnyűségbe keveredett, gyanúja pedig tovább erősödik, mikor Reza hirtelen eltűnik a városból. Mikor Zoë Reza lakására megy, egy halott nőt talál ott, majd rövidesen egy ikerpár az életére tör. Noha Zoët életben hagyják, az EYE talál rá és letartóztatja. Zoët szabadon eresztették, és a lány elindul Newportba, hogy Reza után nyomozzon.
Kis kitérők után rábukkan a Fringe-re, melyet most már Charlie vezet, April egyik barátja. Charlie vállalta hogy segít a lánynak a nyomozásban. Zoë bejut a Victory Hotelbe, mely korábban Border House néven volt ismeretes, és diákszállóként működött, most azonban kísérleteket végeznek ott. Zoë Marcus Croizerbe botlik, April egykori lakásában, majd mikor az ott talált fényképet – amin April, Charlie és Emma láthatók – odaadja Charlienak, Charlie összehív egy esti bulit a Fringe-ben és Emmával együtt mindent elmondanak Zoënak. Ezután Zoët Marcus és az Ikrek erőszakkal rácsatlakoztatják egy Álmodó-konzolra. A konzollal jut át Zoë a Tél nevezetű sarkköri éghajlatú tájra, ahonnét Faith "küldi át" Arcadiába, egész pontosan a Marcuria város alatti katakombákba. Onnan jut el a Journeyman Inn-be, és beszél Benrime Salminnal. Kutatása során megemlíti April nevét Minstrum Magdának, utána nem sokkal Brynn elfogja őt és Aprilhez viszi. Mint azonban kiderült, April nem szorult megmentésre, sőt ő akart segíteni Zoénak hogy – gyanúja szerint Zoë is egy Shifter, ahogy April is – képes legyen használni a képességeit. Ennek céljából hipnózist alkalmas Zoën, aki váratlanul eltűnik, és visszakerül Starkba.
Barátnője, Olivia segítségével folytatta a Reza utáni kutatást, és WATI Citybe utazott, Japánba, a WATI Corp. székhelyére. Itt élt ugyanis Reza egyik ismerőse, Damien Cavanaugh. Az épületbe bejutva Zoë találkozott Damiennel, aki elmagyarázta neki, min is ügyködik valójában a WATI Corp, és milyen célokat is szolgál az Alchera-terv valójában. Az Álom-konzollal a gépezet használói rácsatlakoznak az Álomhálózat (DreamNet) nevű információs hálózatra, és képesek irányítania saját álmaik eseményeit, ugyanakkor akik ezt a hálózatot kezelik, nem csak látják hogy miről álmodik a konzol használója, hanem az álom módosítására is képesek, így agymosást tudnak végrehajtani az embereken. Damien megbízásából Zoë egy Adatférget (Data Worm) juttat az Álommagba (DreamCore), de kis híján elfogják. Zoë életét Faith menti meg, aki a liftet vezérelve egy kert borította emeleten állította meg. Zoë ott beszélt Alvin Peats-el, aki azt állította hogy Reza halott. Mielőtt Zoe elmenekülhetett volna, az „állatkái”, az Ikrek megragadták.
Damiel lakásán ébredve, miközben az Adatféreg kódokat tört fel és továbbította a titkos információkat, Zoë használta az Álom-konzolt. Ezúttal balszerencsésen Marcuria piacára érkezett, ahol azonnal le is tartóztatták az Azadi katonák boszorkányság vádjával. Miután Kian Alvane kihallgatta, megállapította hogy a lány a gyenge mágikus képességei miatt nem jelent fenyegetést. April és Crow segítségével kiszabadult a börtönéből, de megharagudott Aprilre, mikor az visszautasította hogy segítsen Zoénak. Ez Crow-nak is rosszul esett, aki elhagyta Aprilt és inkább Zoe bajtársául szegődött.
Brian Westhouse segítségével a Felhőladikon (Cloud Ship) eljutnak a Sötétek Könyvtárába (Dark People’s Libary), hogy Zoë tanácsot és segítséget kérhessen az évek alatt felcseperedett Fehér Kintől. A Kin elmondja neki, hogy ő akkor jár Arcadiában amikor álmodik, testileg még Starkban van. Tanácsolja neki hogy higgyen önmagában és a céljaiban. Miután a Fehér Kin azt mondta neki, hogy „a hited majd oda fog vezetni, ahol te vagy a legfontosabb”, Zoë eltűnik és a mocsárban bukkan fel ismét. Pont látta April feltételezett halálát, és Kian letartóztatását. Brynn és Chawan egy kunyhóba viszik, és varázspor segítségével visszaküldik Starkba.
Zoë egyedül ébred, de talál egy üzenetet Damientől, amit felhasználva egy elhagyatott, oroszországi babagyárba utazik el. A gyárban rábukkan egy titkos laboratóriumra és egy kocka alakú adathordozóra, amin felvételeket talál. A felvételeken Helena van rajta, és a feljegyzései amiket kutatás közben rögzített. Egy különleges, morpheus nevű drogon dolgozott ami az álmokra volt hatással, és a tesztalanya egy Faith nevű kislány volt. Faith belehalt a kísérletekbe.
Mikor Zoë hazatér, Helena Changgal – a JIVA fejével – találkozik, aki már várt rá. Helena elárulja Zoënak, hogy a statikus jelenségeket amik Faith üzenetét jelezték, Faith még megmaradt lelke okozza, valamint beismeri hogy a JIVA teremtette a lányt a WATI számára. Zoë vállalta hogy utoljára elutazzon Télbe (Winter), és hagyja Faith-t tisztességgel elmenni. Zoë harmadszorra és utoljára, találkozott a kislánnyal, aki elmesélte neki hogy Zoë teljesítette a küldetését amiről Faithnek egy Fehér Hölgy (White Lady) beszélt neki. Azt is mondta, hogy Zoë és ő testvérek, mert közös az anyjuk. Fejét Zoë ölébe hajtva Faith örök nyugovóra tért. Azonban Starkban Helena túladagolta Zoët morpheusszal. Azt mondta, hogy nem hagyhatja Zoét felébredni, és hogy külsőre tiszta apja.
Miközben Zoë kómában van, és lassan meghal, édesapját – aki a lány ágya mellett ül – meglátogatja Reza, ki szemlátomást életben van. Azonban Zoë – ki anyagtalan testben, apjáék előtt láthatatlanul figyeli az eseményeket – megpróbálja figyelmeztetni az apját hogy vigyázzon, mert ez nem a valódi Reza. Ezután Zoë a Cselekmény (Storytime) nevű helyen találja magát, a Vándor (Vagabond) társaságában. Vándor üdvözli őt, és elárulja Zoënak hogy ő (Zoë) egy Álmodó (Dreamer) és megkéri őt hogy meséljen el egy történetet az elejétől a végéig, amíg van rá idejük. Zoë elkezdi mondani azt a szöveget, melyet a játék elején is mondott: „A nevem Zoë Castillo, és azt hiszem, halott vagyok.”

## Személyiség
Zoët a történetsorán nagy változásokon megy keresztül. Eleinte egy magának való, kedveszegett fiatal lány, kiben harcművészet-oktatója szerint nagy lehetőségek vannak. A történet végére viszont egy egy önfeláldozó, segítőkész nő lesz belőle, aki ismét hisz a reményben. Zoët Aprillel együtt gyakran emlegetik a kalandjátékok legemlékezetesebb főszereplőjének, mert a kalandjátékok szokásos, tévedhetetlen Sherlock Holmes típusú férfi karaktereitől elvonatkoztatnak.
Zoë Aprilhez hasonlóan sok megpróbáltatáson megy keresztül, és hozzá hasonlóan sok kriminális dolgot visz véghez. Többek között betör a WATI főhadiszállására, megszökik a törvény elől. Zoë – Aprillel ellentétben – tehetséges harcművész, ki a történet két másik főszereplőjével ellentétben nem fegyverekkel, hanem saját puszta kezével védi meg magát a rá támadó ellenségeitől.
Az első rész rajongói nem voltak teljesen megelégedve Zoë magába forduló természetével. Kritizálták például a naplóját, mely April naplójával ellentétben kevésbé közvetlen, és jóval hivatalosabb hangnemben íródott.
Ragnar Tørnquist megerősítette, hogy Zoë Kian Alvanéval együtt visszatér a Dreamfall Chaptersben, a sorozat epizodikus folytatásában.